# Kraj dvojí oblohy
Kraj dvojí oblohy (1953) je dobrodružný román pro mládež českého spisovatele  a cestovatele Ladislava Mikeše Pařízka. Pro námět svého románu využil autor poznatky ze svých četných cest po Africe.

## Obsah románu
Hlavním hrdinou knihy je černošský chlapec Fonséka, který žije v malé vesničce uprostřed pralesa v povodí řeky Ogooué (v románě jako Ogové) v Gabonu v odlehlém koutě Francouzské rovníkové Afriky. Autor nás seznamuje se životem lovců v pralese, s náboženskými zvyky černochů ovládaných čaroději  i s těžkým osudem domorodých dělníků. Samotný Fonséka je také statečný a nebojácný, od svých vrstevníků se však odlišuje touhou po vzdělání. Když pozná prostředí nemocnice v Lambaréné, kam se po řece vydal hledat pomoc pro svou umírající matku, zatouží po tom, aby mohl v této nemocnici pracovat. Po mnohých dobrodružných loveckých zážitcích, kdy jej například starší přítel naučí, jak přemoci pardála-zabijáka, jenž okusil lidské maso, zachrání Fonséka život bílému lovci, který jej naučí číst a psát. Fonséka pak odchází pracovat do nemocnice jako pomocník bílého lékaře, protože chce pomáhat svému lidu.